# سفیدبرفی (فیلم ۱۹۹۵)
«سفیدبرفی» (انگلیسی: Snow White (1995 film)) فیلمی در ژانر فانتزی است که در سال ۱۹۹۵ منتشر شد.